# 宮城県道119号碁石富岡線
宮城県道119号碁石富岡線（みやぎけんどう119ごう ごいしとみおかせん）は、宮城県柴田郡川崎町内の国道286号と宮城県道14号亘理大河原川崎線を結ぶ一般県道である。

## 概要
宮城県柴田郡川崎町支倉地区の主要道路であり、碁石地区の国道286号と村田町へ至る宮城県道14号亘理大河原川崎線を結ぶ。2005年（平成17年）12月2日に支倉バイバスが完成し、支倉集落を迂回する道に変更された。終点の丁字路は信号が設置されているが、国道286号仙台方面からは一方通行で信号待ちせずに入れるようになっている一方、釜房ダム・みちのく公園方面からは入る事ができない。手前の町道より碁石集落を通る必要がある。

### 路線データ
- 起点：宮城県柴田郡川崎町大字支倉字碁石（交差点＝国道286号交点）
- 終点：宮城県柴田郡川崎町大字支倉字音無（交差点＝宮城県道14号亘理大河原川崎線交点）
- 陸上距離：6,273 m

## 通過する自治体
- 宮城県
  - 柴田郡川崎町

## 交差・接続している道路
- 国道286号
- 宮城県道14号亘理大河原川崎線

## 沿線の施設など
- 川崎町立富岡中学校
- 滝前不動のフジ
- 圓福寺
- 支倉郵便局